# ガロ・イェプレミアン
ガラベッド・サーキス・“ガロ”・イェプレミアン（Garabed Sarkis "Garo" Yepremian, 1944年6月2日 - 2015年5月15日）は、キプロス共和国出身のアメリカンフットボールの元選手、モティベーション・スピーカーである。プレースキッカーとしてNFLでは1966年から15年にわたりプレイし、とくにマイアミ・ドルフィンズ時代の活躍で知られる。第6回スーパーボウル、第7回スーパーボウル、第8回スーパーボウルに出場し、1972年のドルフィンズのパーフェクトシーズンでも得点源として重要な存在となった。

## 経歴

### プロ入りまで
ガロ・イェプレミアンはアルメニア人の両親のもとキプロスに生まれた。1963年のキプロス内戦勃発で、一家はイギリスに移住した。
ガロはロンドンでネクタイ職人の傍らセミプロのサッカーチームでプレイしていた。
アメリカに移住してインディアナ大学で法律を学んでいた兄・クリコールは、テレビでカレッジフットボールの試合を見て、「これなら弟のキック力の方が上だ」と気付く。そして、ガロを大学でプレイさせるべくアメリカに呼び寄せた。しかし、大学からの奨学金を得る資格を取ることができなかった。そこで、プロのチームにガロをプレースキッカーとして売り込むことを思いつく。
従来、フィールド・プレイヤーのうちキックが得意な者がキッカーを兼ねていたフットボールだが、1960年前後から通常の攻撃・守備のプレイに参加せず、プレースキックだけを担当する専業キッカーが出てくるようになっていた。
1963年にAFL（1970年からNFLに合併）のバッファロー・ビルズのキッカーとしてハンガリー移民のピート・ゴゴラック、1965年にはその弟のチャーリー・ゴゴラックがNFL初のドラフト1巡指名のキッカーとしてワシントン・レッドスキンズに加入した。彼等はフットボールの世界に、それまでの「両腕を広げて真後ろから前にトーキックする」ストレートオン・キックから、「ゴールに対して斜め45度に入ってインフロントキックする」サッカースタイル・キックをプロに持ち込み、ボールの飛距離が格段に向上させていた。
こうした流れもあって、クリコールがガロの代理人を演じ、1966年にNFLのデトロイト・ライオンズにキッカーとして売り込む機会を得た。キック力を見込まれ、ガロ・イェプレミアンはアメリカン・フットボールをプレイした経験がないまま、デトロイト・ライオンズに採用された。（アメリカ国内のサッカーへの関心の低さから、NFLでは1980年代の終わり頃まで、ヨーロッパ諸国からアメリカの大学への留学経験者が多くキッカーを務めるようになっていた。）

### プロ・キャリア
イェプレミアンは1966年10月13日にデトロイト・ライオンズと契約した。フットボールの用具を着用したことがないために、最初の練習の際、他の選手の見よう見まねで着たショルダーパッドは前後逆で、顔が半分隠れていた。
また、最初のゲームのゲーム開始のコイントスの際、隣にいたヘッドコーチが「コイントスに負けた（Lost）」と話したのを聞き、コインを落としたと勘違いして、フィールドの真ん中まで走ってはいつくばり、コインを探し始めた。
その後も「キックオフでボールを蹴ったら、すぐサイドラインに帰ってこい」と指示され、一目散に相手チームのサイドラインに戻ってベンチに座るなど、全くフットボールを理解していない故の数々の珍事態を引き起こす。
イェプレミアンはNFLに於いて最後まで残った「フェイスマスクのないヘルメットを使っていたプレイヤー」だったが、第4週のグリーンベイ・パッカーズ戦でハードヒットで知られるラインバッカー・レイ・ニチキーにヒットされ負傷した。以降、ヘルメットにシングルバー・フェイスマスク（一本の細い鉄パイプを曲げたもの）を付けるようになった。
また、キャリア初期の試合に於いて、ライオンズが大差で負けている試合残り10秒。タッチダウン後のエクストラポイント（1点）を決めた後、イェプレミアンは両腕を上げる派手なガッツポーズを見せた。同僚でオールプロ選出のディフェンスタックル・アレックス・カラスが「オマエはいったい何を祝ってるんだ？」と尋ねると、イェプレミアンは「I keek (kick) a touchdown」と答えた。
このエピソードは、彼のブロークン・イングリッシュとフットボールを全く理解していないことを表すものとして、CBSの「The Tonight Show Starring Johnny Carson」でも全国放送されて知られるようになった。
それでも、ルーキーイヤーであるこの年、11月13日のミネソタ・バイキングス戦でNFL記録となる1試合6フィールドゴールを記録するなど、1966年は50得点を挙げる。翌1967年はタクシースカッド（短期/臨時雇用）で28得点。
ベトナム戦争中だったため、永住権を手に入れる都合から1967年には徴兵に応じるも、ライオンズのヘッドコーチ・ジョー・シュミットがサッカースタイル・キックを一時的なブームとして嫌ったために、再契約されることは無かった。そのため、イェプレミアンは一時的にセミプロのリーグでプレーしている。
1970年、マイアミ・ドルフィンズのヘッドコーチ・ドン・シュラはガロ・イェプレミアンの能力についての話を聞きつけ、オファーを出した。出場機会を得たイェプレミアンは、1971年には117得点でNFLの最多得点を記録した。この年のカンザスシティ・チーフスとのディビジョナルプレーオフはダブルオーバータイムまでもつれた。この試合で彼は37ヤードの決勝FGを成功させた。この試合はNFLの公式戦で最長記録となっている。
1972年のドルフィンズのシーズン全勝「パーフェクト・シーズン」でもイェプレミアンは得点源として重要な役割を担った。スーパーボウルには3回(第6回、第7回、第8回)出場するなど、1970年代を通して活躍した。
1973年のプロボウルでは5本のFGを成功させMVPに選ばれた。
1979年にニューオーリンズ・セインツに移籍し、最後の2ゲームはグリーンベイ・パッカーズでプレイした。1980年からはタンパベイ・バッカニアーズに移り、契約終了後、1981年のシーズン前に引退した。
通算で210本のフィールドゴール、444本のエクストラポイントを決め、1074点を挙げた。

### Garo Yepremian’s Pass
15年にわたるガロ・イェプレミアンの現役生活の中で、最もよく知られているプレーは、1972年のシーズンを締めくくる第7回スーパーボウルで起こった。
レギュラーシーズンを全勝し、AFCのプレーオフを勝ち上がったマイアミ・ドルフィンズは、NFCチャンピオンのワシントン・レッドスキンズ相手に、第4Q残り3分まで14-0とリードした。第4ダウンとなり、フィールドゴールで3点加えれば、余裕を持って試合を終えることができる状況になった。
スナップでボールが出されホルダーのQBアール・モラルがボールをセット。イェプレミアンが蹴る、という一連の流れだったが、キックされたボールはディフェンスがブロック。跳ね返されたボールが、イェプレミアンの元に跳ね返った。
このボールをキャッチしたイェプレミアンは、(その場でダウンするかサイドラインまで逃げればプレーが終わるにもかかわらず)なぜか、ボールを投げようとしてしまう。事態を察したモラルが必死にブロックするも、フットボール経験のないイェプレミアンの手を離れたボールは真上に上がり、レッドスキンズCBマイク・バスが難なく奪い、エンドゾーンまでリターンし、タッチダウン。14-7と一気に接戦になった。
バスは「デトロイトで一緒にやってたから、ガロがパスを投げることができないのは知ってたよ」と語っている。ドルフィンズはこのゲームを逃げ切って、パーフェクトシーズンを達成した。幸い、ヘッドコーチ・ドン・シュラからのキッカーとしての信頼は揺らぐことはなく、イェプレミアンは1970年代のドルフィンズの得点源となった。2002年のパーフェクトシーズン30周年のイベント時、ドン・シュラがおどけながらイェプレミアンの首を絞める画像も残っている。

### エピソード
映画「Paper Lion」出演
作家・ジョージ・プリンプトンが、1963年にデトロイト・ライオンズのプレシーズンに選手として参加した体験を描いたペーパーバック「Paper Lion」。このドキュメンタリーは1968年に映画化され、この際、デトロイト・ライオンズの選手としてイェプレミアンも出演している。舞台となった1963年にはイェプレミアンはおらず、主要ラインバッカーだったアレックス・カラスもスポーツ賭博に関する1年の出場停止で居なかったが、映画版ではライオンズに必要な人物としてともにクレジットされた。
イェプレミアンは1974年にはテレビのコメディー番組「The Odd Couple」に出演。招かざる客として登場し、クッションをボールに見立ててヒロインにキックさせている。
モティベーション・スピーカーとして
アメリカでは、大きな成功を成し遂げるか、大きな失敗をした有名人が、講演活動を行う「モティベーション・スピーカー」として活躍する事が多い。イェプレミアンは後者として、ユニークな風貌を活かしたモティベーション・スピーカーとして、現役引退後に活動した。